# Горшков, Андрей Давидович
Андрей Давидович (Давыдович) Горшков (1815—1886) — генерал-лейтенант, участник покорения Кавказа и Русско-турецкой войны 1877—1878 гг.

## Биография
Родился 30 января 1815 года и начал службу рядовым в Подольском егерском полку в 1834 году.
Произведённый в 1839 г. в прапорщики, Горшков в 1841 г. в составе 5-го пехотного корпуса прибыл на Кавказ и в рядах сперва Подольского егерского, а потом Самурского пехотного полков в течение двадцати лет принимал участие в ряде дел и экспедиций против горцев, стяжав себе репутацию отличного боевого офицера. Особенно отличился Горшков при осаде крепости Чох в 1849 г.
В 1858 г. Горшков был произведён в полковники, в 1859 г. назначен командиром Кубанского пехотного полка и в 1861—1862 гг. во главе этого полка принимал участие в боевых действиях при окончательном покорении Евдокимовым Западного Кавказа.
М. Я. Ольшевский, встречавшийся с Горшковым в Майкопе, где квартировал Кубанский полк, писал: «Тогдашний полковой командир, полковник Горшков, большой хозяин, устроил хотя и не столь прочную, сколько красивую и поместительную штаб-квартиру. В особенности были хорошо устроены разные мастерские, в которых он любил проводить большую часть времени и, как знаток оружейного дела и других мастерств, умел извлекать из них пользу».
В 1863 г. Горшков был назначен командиром 18-го пехотного Вологодского полка и принял участие в усмирении польского мятежа.
Произведенный в 1868 году в генерал-майоры, Горшков в 1869 г. был зачислен по болезни по запасным войскам, но в 1876 году по собственному желанию вернулся в строй с началом Русско-турецкой войны. Назначенный командиром 1-й бригады 32-й пехотной дивизии, Горшков принял участие в бою у Ловчи (16 и 17 июля) и при 2-й атаке Плевны (18 и 19 июля).
Небольшого роста, коренастый, сохранявший полное спокойствие под огнём, он умел воодушевлять солдат простой, но лишенной всякой грубости речью и увлекал их за собой личным примером беззаветной храбрости. Официальное донесение о сражении под Плевной 18 июля говорит, что «во время славной атаки войск князя Шаховского (в составе которых находилась и 1-я бригада 32-й пехотной дивизии) генерал-майор Горшков тут, как и потом, до самого конца боя, с поразительным хладнокровием распоряжался действиями своей бригады, по временам въезжая в цепь для воодушевления людей. Предводимые им войска достигли почти предместья Плевны, но превосходство неприятельских сил заставило их остановиться; затем, в конце боя, начальствуя авангардом, Горшков собрал отсталых и раненых и лично вывел ночью отряд, занимавший мельницы предместий города и окружённый неприятелем». О мужестве Горшкова в войсках ходило множество рассказов. 8 октября 1877 года он был награждён орденом св. Георгия 4-й степени
В воздаяние за блестящую распорядительность и хладнокровие, воодушевлявшие войска в деле с Турками под г. Плевною, 18 Июля 1877 года, при чем оставил занятую им с боя позицию лишь по приказанию своего Начальства.
Горшков отличился также в бою 9 сентября на Чаиркиойских высотах и в рекогносцировке 29 ноября к деревне Омуркиою и Карагач, где, командуя разведочным отрядом из 13-й роты Курского пехотного полка, Лубенского гусарского полка и двух батарей, он завязал дело с 14 турецкими таборами, навёл их на приготовленную у деревни Кассабины засаду и, перейдя затем в энергичное наступление, опрокинул и гнал их до Амуркиоя.
Ещё на театре войны был назначен командующим 26-й пехотной дивизией и 16 (28) апреля 1878 года произведён в генерал-лейтенанты. По окончании войны был определён в запасные войска, числился в Рыльском 126-м пехотном полку. В 1883 году был зачислен в запас армейской пехоты.
Умер 27 января 1886 года, похоронен в Киеве.